# Konopljina semena
V prehranske namene, se uporabljajo konopljina neoluščena in oluščena semena. V zadnjem času so postala zelo popularna konopljina neoluščena semena, ki se pogosto uporabljajo za pripravo smoothi-jev ali presnih sladic.

### Konopljina oluščena semena
Konopljina oluščena semena so naravni vir vseh esencialnih aminokislin in maščobnih kislin.
Konopljina oluščena semena vsebujejo omega 3 in omega 6 maščobne kisline, gama-linolensko kislino (GLA) in alfa-linolensko kislino], tako kot semena oljne kadulje (chia). Konopljina semena so odličen vir beljakovin in silicija. Poleg tega pa so konopljina oluščena semena bogat vir vitaminov, mineralov, vlaknin, encimov in esencialnih aminokislin.
Uporabljajo se za uravnavanje hormonov, izboljšanje delovanja možganov, krepijo jetra in imunski sistem. Pomaga pri izgubljanju odvečne teže, nižanju holesterola in krvnega pritiska ter izboljšujejo prebavo. Konopljina semena so eno izmed najbolj hranilnih živil na svetu. Vsebujejo visok nivo antioksidantov, kar pomaga pri krepitvi imunskega sistema. Znižujejo visok krvni pritisk, zmanjšujejo možnost srčne kapi, bolečine in vnetja v telesu, pomagajo preprečevati raka dojke in danke. Pozitivne učinke rednega uživanja semen opazimo pri odpravljanju depresije in ostalih psihično-čustvenih zdravstvenih težav.